# Zubrzyce
Zubrzyce (niem. Sauerwitz, cz. Zubřice) – wieś w Polsce położona w województwie opolskim, w powiecie głubczyckim, w gminie Głubczyce, na Płaskowyżu Głubczyckim u podnóża południowo-wschodniej części Gór Opawskich.
W latach 1945–54 siedziba gminy Zubrzyce. W latach 1975–1998 miejscowość administracyjnie należała do ówczesnego województwa opolskiego.

## Położenie
Wioska znajduje się w Obszarze Chronionego Krajobrazu Rejon Mokre – Lewice. Leży na terenie Nadleśnictwa Prudnik (obręb Prudnik).

## Nazwa
Miejscowość została zanotowana w roku 1281 jako Sanvricz, w 1377 Subericz, Suberitz, Saberwitz, w latach 1443 oraz 1478 Zubrzicz, w 1490 Zubrziczsky, a w 1526 Zubritzky. Polska nazwa pochodzi od nazwiska rodowego Zubrzycki wywodzącego się od nazwy zwierzęcia – żubra.
20 I 1945 r. żołnierze Wehrmachtu konwojujący kolumnę 150 jeńców sowieckich rozstrzelali co dziesiątego jeńca. Powodem egzekucji było samowolne zjedzenie przez jeńców mięsa, znalezionego podczas postoju.

## Zabytki
Do wojewódzkiego rejestru zabytków wpisane są:
- kościół par. pw. śś. Piotra i Pawła, z 1583 r., XVIII w., 1896 r., wypisany z księgi rejestru)
- dom nr 44, z 1848 r., nie istnieje
- dom nr 110, z poł. XIX w., nie istnieje
- dom nr 157, z poł. XIX r.